# Fenny Stratford
Fenny Stratford – miasto w Anglii, w hrabstwie ceremonialnym Buckinghamshire, w dystrykcie (unitary authority) Milton Keynes. Leży 68 km na północny zachód od centrum Londynu.